# Gronauer Masch
Die Gronauer Masch ist ein ehemaliges Naturschutzgebiet in der niedersächsischen Kleinstadt Gronau (Leine) im Landkreis Hildesheim.

## Allgemeines
Das ehemalige Naturschutzgebiet mit dem Kennzeichen NSG HA 093 ist circa 32 Hektar groß. Es war vollständig vom gleichnamigen Landschaftsschutzgebiet umgeben, durch das es auch mit dem etwas nördlich liegenden ehemaligen Naturschutzgebiet „Leineaue unter dem Rammelsberg“ vernetzt war. Das Gebiet stand seit dem 13. Februar 1986 unter Naturschutz. Im November 2020 ging es im neu ausgewiesenen Naturschutzgebiet „Leineaue zwischen Gronau und Burgstemmen“ auf. Zuständige untere Naturschutzbehörde war der Landkreis Hildesheim.

## Beschreibung
Das ehemalige Naturschutzgebiet liegt nördlich von Gronau (Leine) in einem ehemaligen Tonabbaugebiet in der Niederung der Leine und stellte den früheren Tonstich und aufgelassene Klärteiche unter Schutz. Das Gebiet wird von einem Nebeneinander von Teichen, Verlandungszonen und Röhrichtzonen und anschließenden Feuchtwiesen geprägt. Es stellt ein bedeutendes Brut-, Rast- und Überwinterungsbiotop für Wasservögel dar und ist in Verbindung mit der Leineaue Lebensraum einer artenreichen Avifauna.
Im Norden des Gebietes befindet sich ein Aussichtsturm, von dem aus das Gebiet eingesehen werden kann.